# VG-11
De VG-11 is een nationale route in Spanje en is maar ongeveer 5 km lang. Hij loopt van de stad Vitoria naar de A-1. Verschillende gedeelten moeten nog worden geopend. Voorheen was het een gedeelte van de N-I maar het is hernoemd tot N-102.